# Tarpaniola

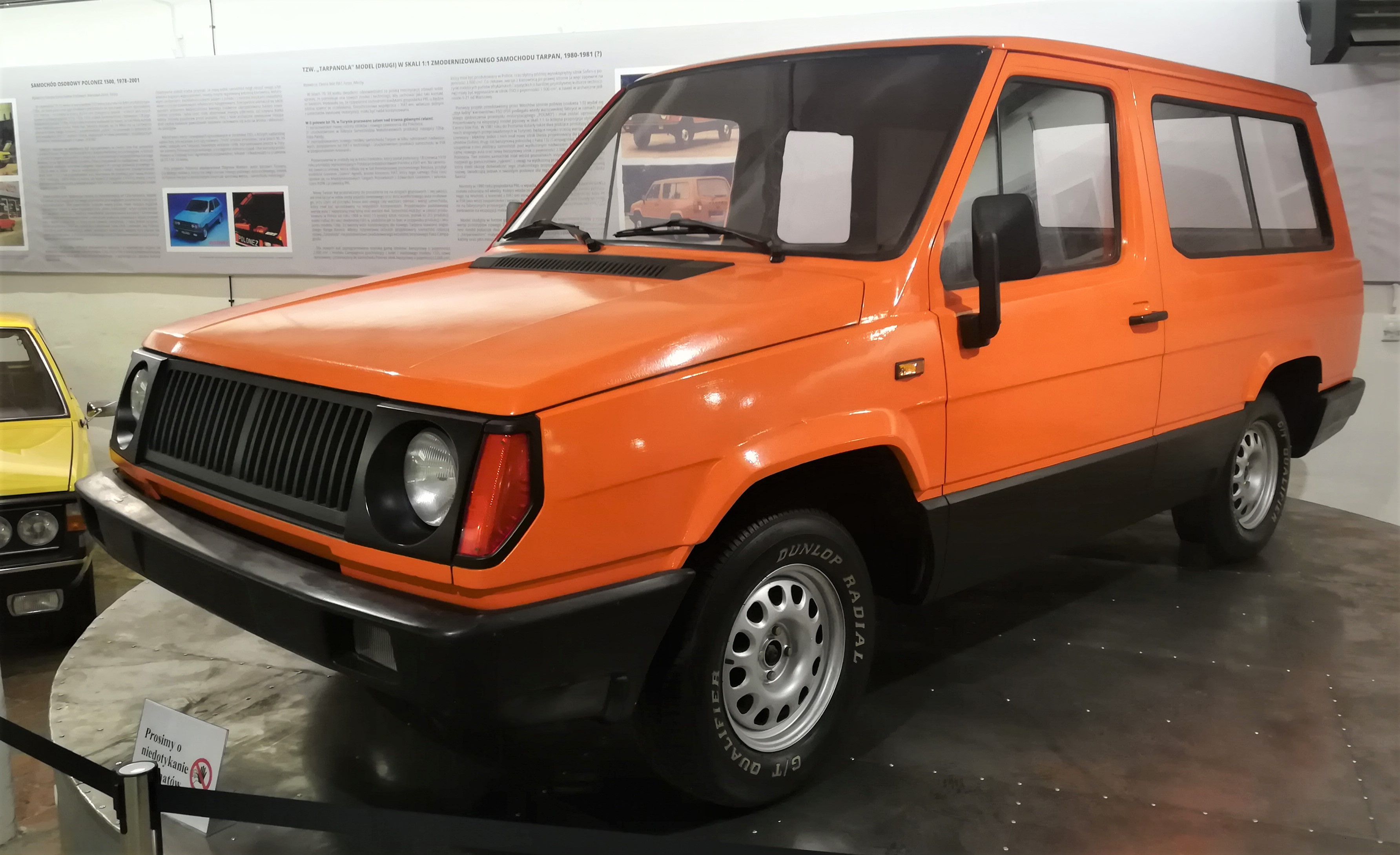
Model w Muzeum Narodowym Rolnictwa w Szreniawie

Tarpaniola – polski, prototypowy samochód rolniczo-terenowy.

## Historia
Samochód powstać miał w drodze rozwoju serii FSR Tarpan, we współpracy z włoskim Centro Stile Fiata. Prace rozpoczęto w drugiej połowie lat 70. XX wieku inspirując się stylistyką Range Rovera. Pierwszy model (typ I) w skali 1:5 był jednak dla decydentów polskiego przemysłu samochodowego rozwiązaniem zbyt luksusowym, jak na ówczesne warunki, w związku z czym włoscy styliści stworzyli około 1980 nowy, gipsowy model w skali 1:1 (typ II). Samochód ten miał być produkowany od 1984, jednak plany te pokrzyżowało wprowadzenie przez komunistów stanu wojennego. Kontrakt, który zawarto ze stroną włoską przewidywał, że ⅔ produkcji odbierałby Fiat i sprzedawał z wykorzystaniem własnej sieci dilerskiej. Pozostała część miałaby trafiać do Polski, a także innych państw strefy RWPG.

## Zachowany model
Do produkcji nigdy nie doszło. Zachował się gipsowy model w skali 1:1, który pozostaje w ekspozycji Muzeum Narodowym Rolnictwa i Przemysłu Rolno-Spożywczego w Szreniawie.